# Mike Jones
Michael Jones (Houston, Texas; 6 de enero de 1981), más conocido como Mike Jones es un rapero estadounidense. Anteriormente fue parte del sello Swishahouse, pero ahora Jones está afiliado a Rap-A-Lot Records y es dueño de Ice Age Entertainment.

## Biografía

### Juventud
Jones quería ser un jugador de la NBA. Fue transferido de escuela a muchas veces, lo que le obligó a jugar sólo en ligas de la YMCA. Jones se dejó la escuela secundaria y tomó trabajos en restaurantes de comida rápida. Él trabajó en una planta de Compaq y vendió los teléfonos celulares desde un apartamento en Antoine unidad. Y trapicheó durante años con teléfonos.

### Carrera musical
Jones comenzó su carrera musical en un grupo llamado del Souf Folk, usando el alias Sache. Él lanzó un álbum con Souf Folk llamado Country Thuggin. En 2001, Jones formó su propio sello discográfico independiente, Ice Age Entertainment, y comenzó a rapear en solitario.
Jones finalmente firmó para el sello discográfico Swishahouse. En ese momento, se hizo compañero de Slim Thug, Paul Wall y Chamillionaire. Tras su primeros lanzamientos los DJ's locales se maravillaron del estilo y originalidad del rapero.
En 2004, después del lanzamiento de su primer sencillo "Still Tippin'", que estaba recibiendo un montón de alabanzas en la radio, Jones firmó un importante acuerdo con Jive Records y Warner Bros.. Rápidamente lanzó su segundo sencillo, "Back Then" que acabó nombrado disco de platino, por lo que es el primer sencillo de platino de Jones. El 19 de abril de 2005, Jones lanzó su álbum debut, Who Is Mike Jones?. Después de dos meses, el álbum también alcanzó la categoría de platino, llegando finalmente a doble platino. Es el álbum más vendido de Jones hasta la fecha. 
Después de dejar Jive Records, Jones firmó un acuerdo de distribución con Asylum Records. En septiembre de 2006 Jones lanzó el sencillo titulado "Mr. Jones". Debutó en el #92 en las listas de Billboard. La canción ganó un mayor reconocimiento cuando también rapero Lil' Wayne lanzó un freestyle en uno de sus Mixtapes. El 31 de enero de 2007, Jones anunció su próximo EP titulado The American Dream EP. El 21 de abril de 2007, Jones lanzó el segundo single del EP, titulado "My 64", con el legendario rapero sur Bun B y el rapero superestrella de la costa oeste Snoop Dogg. El single debutó en el #1 en el Bubbling Under Hot 100 Singles. El 20 de noviembre de 2007, Jones lanzó su EP; que debutó en las listas de Billboard en el #183. 
El 27 de noviembre de 2007, Jones lanzó el primer sencillo "Drop & Gimme 50" para su segundo álbum en solitario, titulado The Voice. El 19 de mayo de 2008, Jones lanzó el segundo single del álbum, llamado "Cuddy Buddy", debutando en el #78 del Billboard Hot 100. El 2 de diciembre de 2009, el tercer single del álbum fue lanzado bajo el título "Next To You", que debutó en el Billboard Hot 100 en el #63. En 28 de abril del 2009 The Voice vio la luz del día, debutando en el Billboard 200 en la posición #12 y vendió unas 25.000 copias en su primera semana. 
Durante 2010 y 2011, Jones estuvo en parón voluntario, sin música o vídeos. Lo consideró dos años sabáticos. El 20 de agosto de 2012, anunció su regreso, explicando la razón de su descanso se debió a disputas financieras con su anterior sello, Asylum Records; argumentando que le habían robado su dinero. También anunció que había terminado con su siguiente álbum, Where is Mike Jones?.

## Discografía

### Solo
| Año  | Detalles                                                                                       | Posiciones | Posiciones | Posiciones | Certificaciones |
| Año  | Detalles                                                                                       | US 200     | US R&B     | US Rap     | Certificaciones |
| ---- | ---------------------------------------------------------------------------------------------- | ---------- | ---------- | ---------- | --------------- |
| 2005 | Who Is Mike Jones? - Lanzamiento: 19 de abril de 2005 - Productora: Swishahouse/Warner Bros.   | 3          | 1          | 1          | - Platino       |
| 2009 | The Voice - Lanzamiento: 28 de abril de 2009 - Productora: Ice Age/Asylum                      | 12         | 2          | 2          |                 |
| 2015 | Where Is Mike Jones? - Lanzamiento: 29 de julio de 2015 - Productora: Ice Age/Atlantic Records |            |            |            |                 |

### Colaboraciones
| Título                           | Detalles del álbum                                                                                                  | Posiciones | Posiciones | Posiciones |
| Título                           | Detalles del álbum                                                                                                  | US         | US R&B     | US Rap     |
| -------------------------------- | --- | ---------- | ---------- | ---------- |
| Country Thuggin (con Souf Folk)  | - Lanzado: 5 de marzo del 2002 - Productora: Southern Vibe - Formatos: CD, descarga digital                         | —          | —          | —          |
| 1st Round Draft Pick (con Magno) | - Lanzado: 25 de febrero del 2003 - Productora: Swishahouse/Deep Distribution Inc. - Formatos: CD, descarga digital | —          | —          | —          |

### EP's
| Año  | Detalles                                                                                            | Posiciones | Posiciones | Posiciones |
| Año  | Detalles                                                                                            | US 200     | US R&B     | US Rap     |
| ---- | --------------------------------------------------------------------------------------------------- | ---------- | ---------- | ---------- |
| 2007 | The American Dream - Lanzamiento: 20 de noviembre de 2007 - Productora: Ice Age/Asylum/Warner Bros. | 183        | 28         | 10         |

### Mixtapes
- 2002: Ballin' Underground
- 2003: Runnin' tha Game
- 2004: King of the Streets
- 2007: Running 4 President 2k8
- 2008: Self Made
- 2013: Back Ballin' Underground

## Singles

### Solo
| Año  | Canción                                               | Posiciones   | Posiciones | Posiciones | Posiciones | Álbum                |
| Año  | Canción                                               | U.S. Hot 100 | U.S. R&B   | U.S. Rap   | U.S. Pop   | Álbum                |
| ---- | ----------------------------------------------------- | ------------ | ---------- | ---------- | ---------- | -------------------- |
| 2004 | "Still Tippin'" (feat. Slim Thug & Paul Wall)         | 60           | 25         | 14         | 64         | Who Is Mike Jones?   |
| 2005 | "Back Then"                                           | 22           | 15         | 6          | 45         | Who Is Mike Jones?   |
| 2005 | "Flossin'" (feat. Big Moe)                            | —            | 71         | —          | —          | Who Is Mike Jones?   |
| 2006 | "Mr. Jones"                                           | 92           | 54         | —          | 85         | The American Dream   |
| 2007 | "My 64" (feat. Bun B & Snoop Dogg)                    | 101          | 53         | 22         | —          | The American Dream   |
| 2007 | "Drop & Gimme 50" (feat. Hurricane Chris)             | —            | 44         | 18         | —          | The Voice            |
| 2008 | "Cuddy Buddy" (feat. Trey Songz, Lil' Wayne & Twista) | 76           | 34         | 16         | 64         | The Voice            |
| 2008 | "Next to You" (feat. Nae Nae)                         | 71           | 52         | 8          | 66         | The Voice            |
| 2009 | "Swagg Thru the Roof" (feat. Swole)                   | —            | —          | —          | —          | The Voice            |
| 2012 | "Leanin' On Dat Butter"                               | —            | —          | —          | —          | Where Is Mike Jones? |

### Singles en colaboración
| Año  | Canción                                               | Posiciones | Álbum     |
| Año  | Canción                                               | U.S. R&B   | Álbum     |
| ---- | ----------------------------------------------------- | ---------- | --------- |
| 2009 | "Boi!" (Young Problemz & Mike Jones feat. Gucci Mane) | 74         | The Voice |

### En colaboración
| Año  | Canción                                                                 | Posiciones   | Posiciones | Posiciones | Álbum                            |
| Año  | Canción                                                                 | U.S. Hot 100 | U.S. R&B   | U.S. Rap   | Álbum                            |
| ---- | ----------------------------------------------------------------------- | ------------ | ---------- | ---------- | -------------------------------- |
| 2005 | "Badd" (Ying Yang Twins feat. Mike Jones & Mr. Collipark)               | 29           | 16         | 6          | U.S.A. (United State of Atlanta) |
| 2005 | "They Don't Know" (Paul Wall feat. Mike Jones & Bun B)                  | –            | 71         | –          | The Peoples Champ                |
| 2005 | "I'm 'n Luv (Wit a Stripper)" (T-Pain feat. Mike Jones)                 | 5            | 10         | –          | Rappa Ternt Sanga                |
| 2006 | "Way I Be Leanin'" (Juvenile feat. Mike Jones, Paul Wall, Skip & Wacko) | -            | 118        | –          | Reality Check                    |
| 2006 | "Pourin' Up" (Pimp C feat. Mike Jones & Bun B)                          | -            | 103        | –          | Pimpalation                      |
| 2010 | "Bounce" (Marc Spitz feat. Mike Jones & Paul Wall)                      | -            | -          | –          | The Blue                         |
| 2011 | "It Ain't Nothin'" (Ultraballin feat. Mike Jones)                       | -            | -          | –          | Ultraballin                      |
| 2012 | "Handle Mine" (K-Four feat. Mike Jones)                                 | -            | -          | –          | Fake Ass Nigga                   |

### Apariciones especiales
| Título                       | Año  | Otros artista(s) | Álbum                              |
| ---------------------------- | ---- | --- | ---------------------------------- |
| "Yo Cadillac" (Remix)        | 2004 | Fronze Only, Bun B, Twista                                                                                              | Gutta Wayz                         |
| "Tear This Bitch Up"         | 2004 | TQ | Listen                             |
| "24's"                       | 2004 | Body Head Bangerz, Bun B                                                                                                | Body Head Bangerz: Volume One      |
| "American Pie"               | 2005 | Chingo Bling, Paul Wall                                                                                                 | The Tamale Kingpin                 |
| "Naked" (Remix)              | 2005 | Marques Houston | Naked                              |
| "Joy"                        | 2005 | Missy Elliott | The Cookbook                       |
| "I Got That Drank"           | 2005 | Frayser Boy, Paul Wall, Three 6 Mafia                                                                                   | Me Being Me                        |
| "Hold U Down"                | 2005 | Bun B, Trey Songz | Trill                              |
| "Swervin'"                   | 2005 | Three 6 Mafia, Paul Wall                                                                                                | Most Known Unknown                 |
| "In Case Some Shit Go Down"  | 2005 | Warren G, Frank Lee White                                                                                               | In the Mid-Nite Hour               |
| "Who You Know"               | 2005 | Papoose | Sharades                           |
| "Im Da Man"                  | 2006 | E-40, Al Kapone | My Ghetto Report Card              |
| "Gansta Grillz"              | 2006 | LeToya Luckett, Killa Kyleon                                                                                            | LeToya                             |
| "Torn" (So So Def Remix)     | 2006 | LeToya Luckett, Rick Ross                                                                                               | LeToya                             |
| "Live From The Block"        | 2006 | Papoose, Paul Wall | The 1.5 Million Dollar Man         |
| "Swang" (Remix)              | 2007 | Trae, Big Pokey, UGK, Slim Thug, Jim Jones, Big Hawk, Paul Wall, Fat Pat                                                | Tha Truth Show                     |
| "Sippin n' Wood Grippin'"    | 2007 | Lil' Flip, Crime Boss                                                                                                   | Crown Me                           |
| "Stroll"                     | 2007 | J Xavier, Lil' Keke | Young Prince of Tha South          |
| "White Cup"                  | 2007 | Lil' Flip | I Need Mine                        |
| "Fly Boy" (Remix)            | 2007 | Lil' Flip | I Need Mine                        |
| "Get Low"                    | 2007 | Ron Artest, Nature | My World                           |
| "Shine Cause I Grind"        | 2007 | Crime Mob | Hated On Mostly                    |
| "Welcome 2 Houston"          | 2009 | Slim Thug, Chamillionaire, Bun B, Paul Wall, Yung Redd, Lil' Keke, Z-Ro, Mike D, Big Pokey, Rob G, Trae, Lil' O, Pimp C | Boss of All Bosses                 |
| "I'm Fresh"                  | 2009 | DJ Drama, Rick Ross, Trick Daddy                                                                                        | Gangsta Grillz: The Album (Vol. 2) |
| "Diamonds & Tattoos" (Remix) | 2012 | Towdown, Triple | Coming Home                        |
| "Uber"                       | 2014 | Mac Miller | Faces                              |
| "Follow Your Lead"           | 2014 | Von Won, Brian Angel | Grace Still Abides                 |